# 五條港 (臺南)

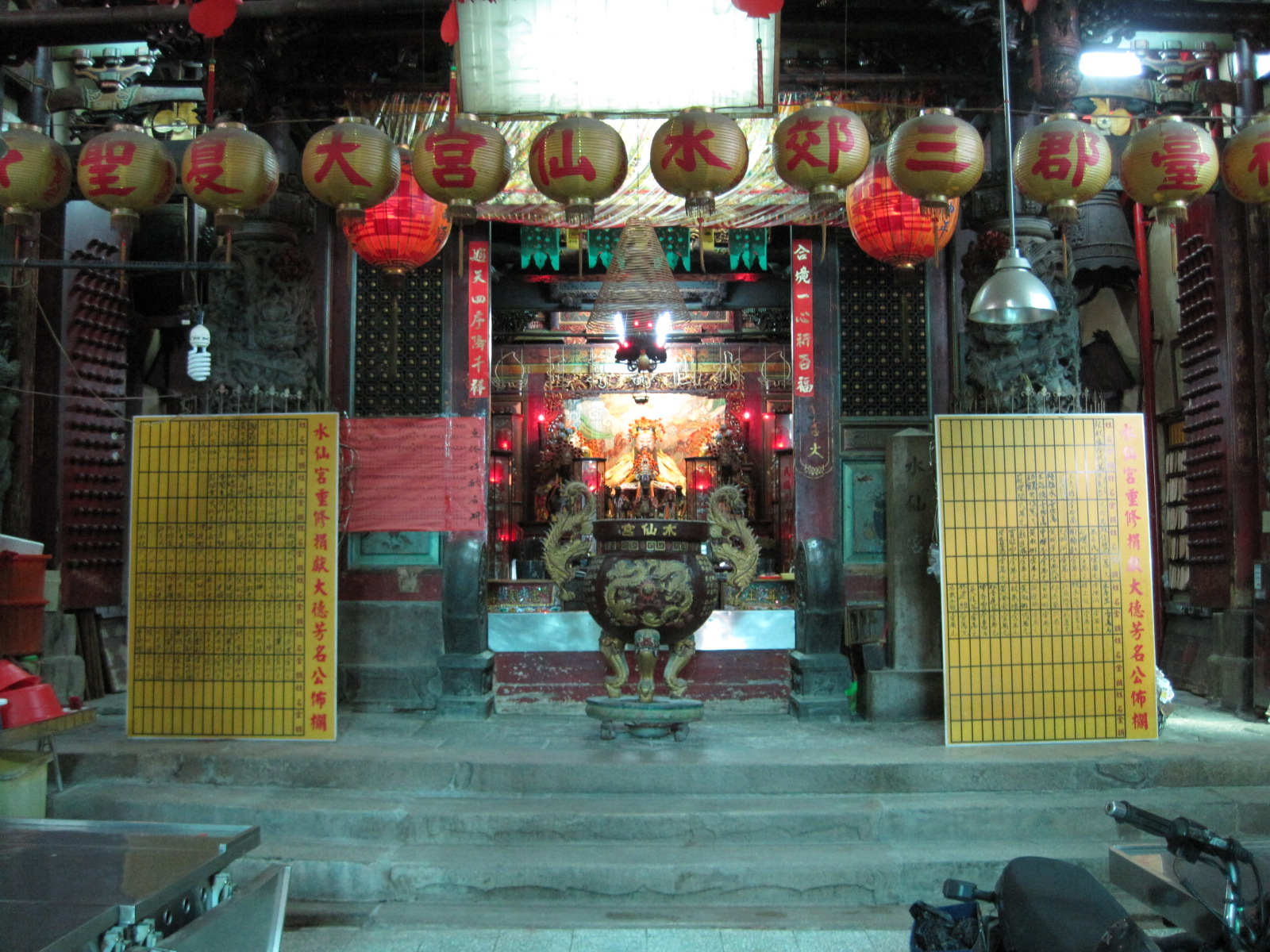
水仙宮（南勢港）

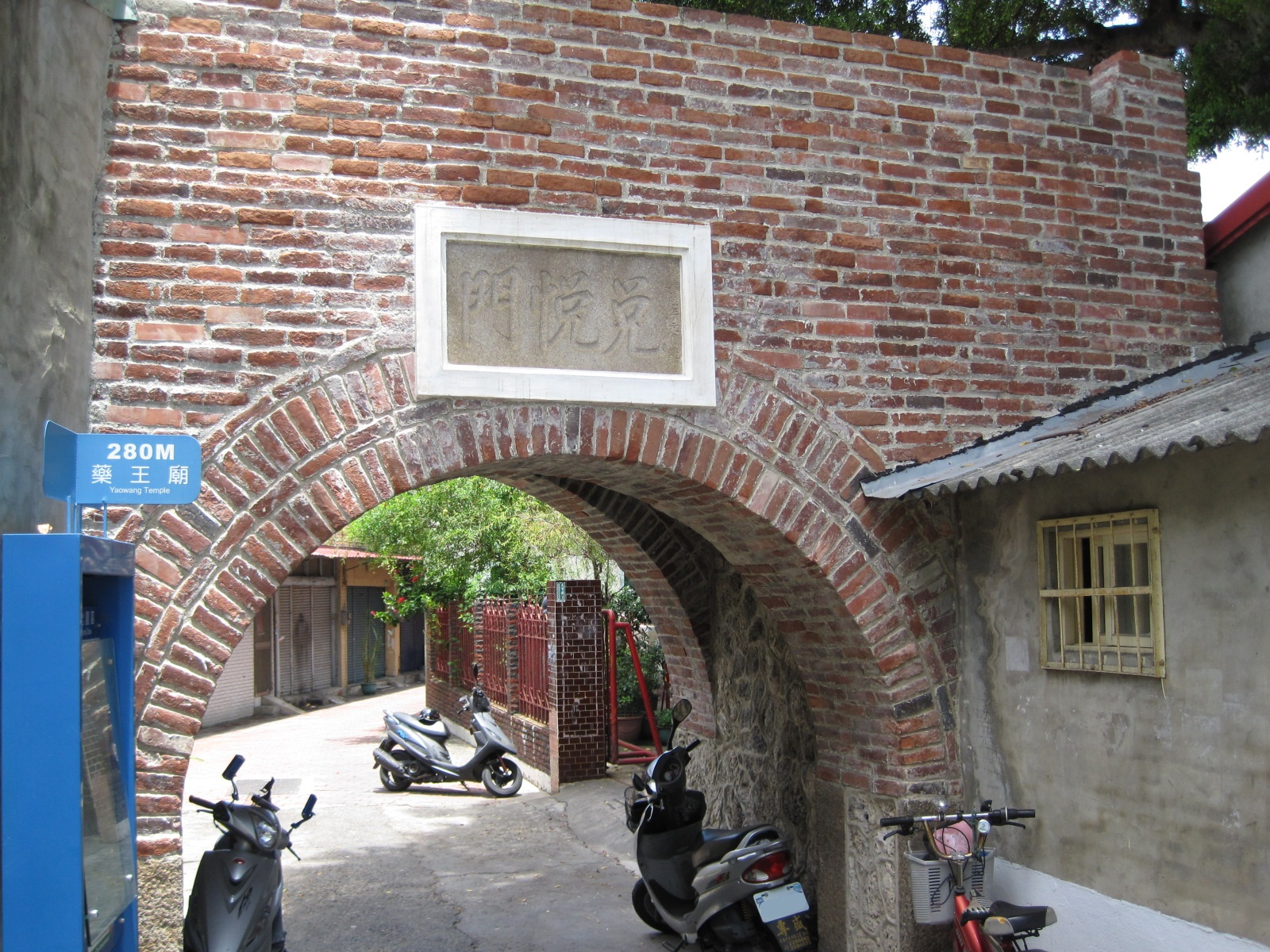
兌悅門（新港墘港、老古石港）

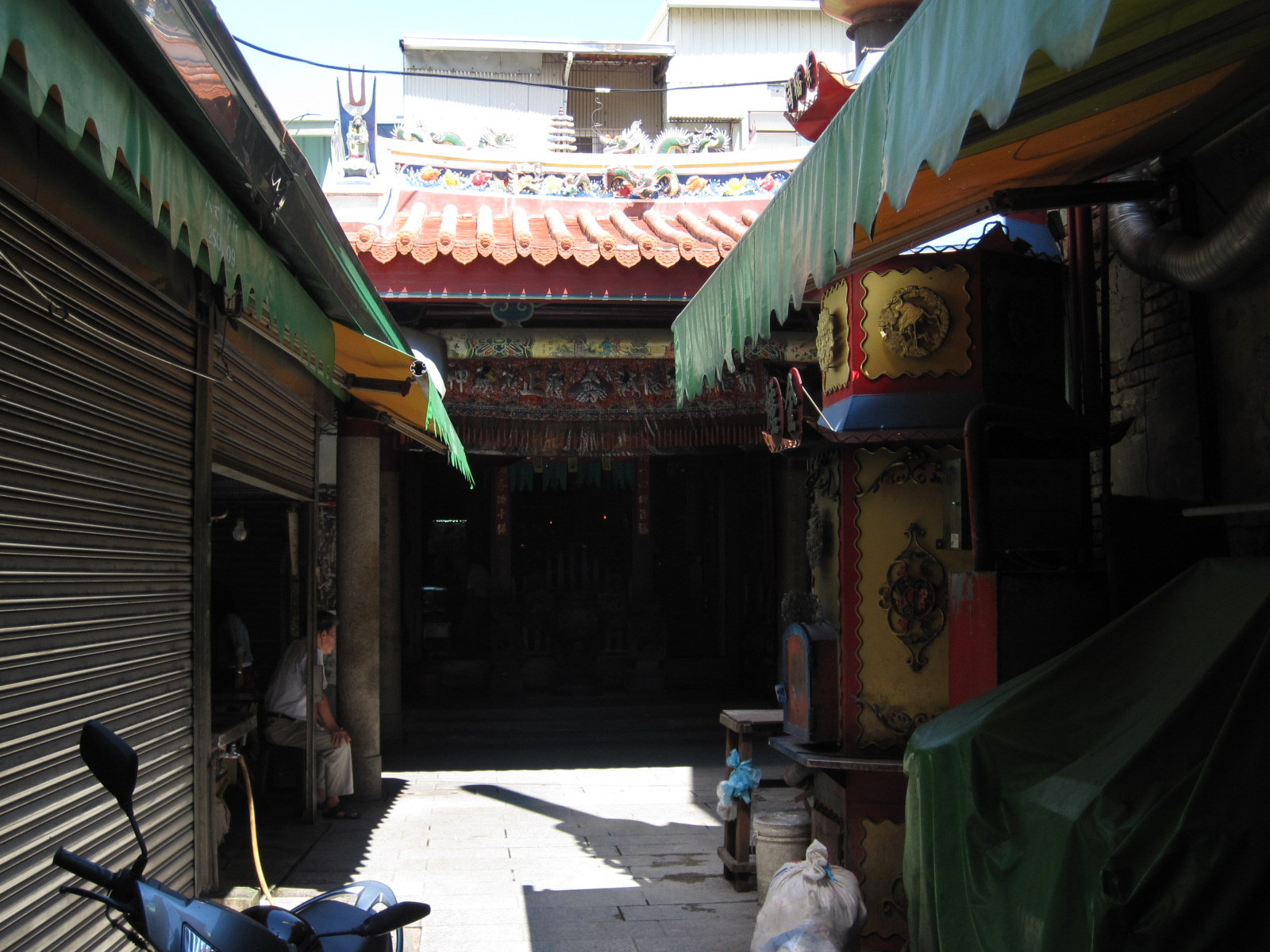
景福祠（佛頭港）

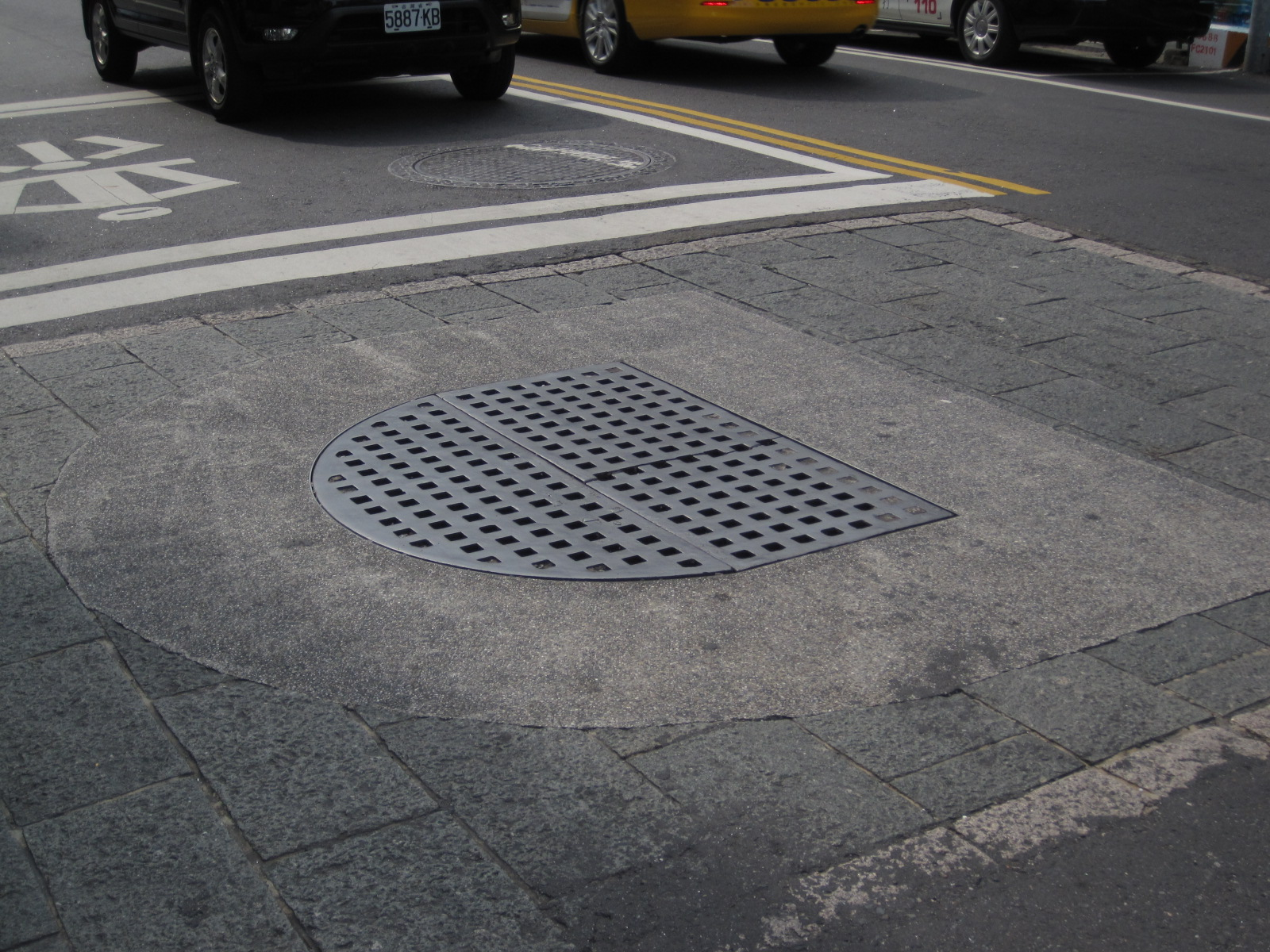
大井頭（南河港）

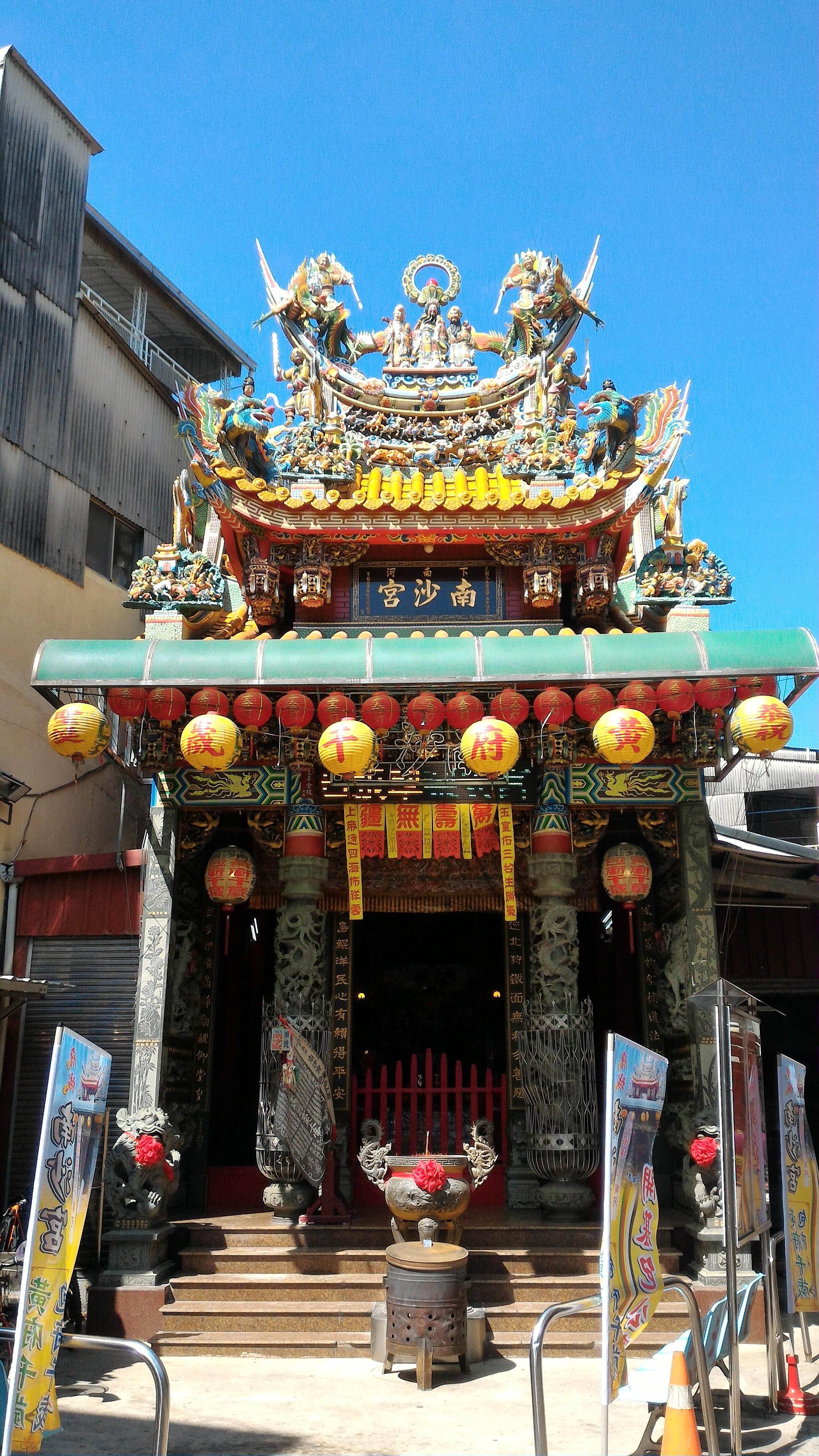
南沙宮(南河港)

五條港是昔日臺灣清治時期存在於今臺南市中西區裡的五條商用港道，由北到南分別是新港墘港、佛頭港、南勢港（或稱北勢港:15）、南河港與安海港，其範圍約在今成功路以南，中正路以北，大井頭（民權路、永福路交叉處）以西，臨安路以東的區域，是以前臺灣府城最重要的商業門戶，現已成為臺南市地下水道的中幹線:29。今臺南市所設立的五條港文化園區即在此處。2015年地籍重測後，五條港也成為地籍段名。

## 港道
五條港有各自的港道，但最後都匯聚在一起流入臺南舊運河:57。五條港的匯合從最南邊的安海港開始，先是在鎮渡頭（金華路四段、民生路二段與和平街交會處）與南河港匯合，接著往西北而行，沿途與南勢港、佛頭港匯合，直到與新港墘港匯合後改往西行進入舊運河:57。舊運河最後會進入鹽水溪，從四草湖出海。
當時各港均有各姓分據工作地盤，各自以原鄉信仰成為心靈寄託而建立廟宇。

### 新港墘港
新港墘港屬於德慶溪的分支，又稱老古石港，是五條港中最晚出現的港道，也是最晚淤塞的港道:146。由於該港也用來運送水肥到城外的新圍墾區的關係，也稱「屎溝墘港」:146。其港道位在今協進國小以北，在今金華路四段與文賢路交會處沿今文賢路直到兌悅門與老古石集福宮為止。而在文賢路與金華路四段交會處與來自東北方的禾寮港相接。
此處為泉州晉江石獅塘後的黃姓碼頭工人的地盤，十八世紀就在此建供奉玄天上帝的集福祠。

### 佛頭港
佛頭港也稱「禿頭港」，學者翁佳音認為該港原本應寫作「孤頭港」（khu̍t-thâu-káng），指該港是潮水「入多洩少」的無尾歹港。後來因為發音接近，孤字遂被寫成「禿」（thut）或「佛」（hu̍t / pu̍t）。位於今臺南市協進國小西南角，港道往東北回溯到佛頭港景福祠後分為王宮港、媽祖港與關帝港三條港道，分別延伸進正城裡的米街廣安宮、大天后宮與開基武廟。該港為昔日龍舟競渡之處。

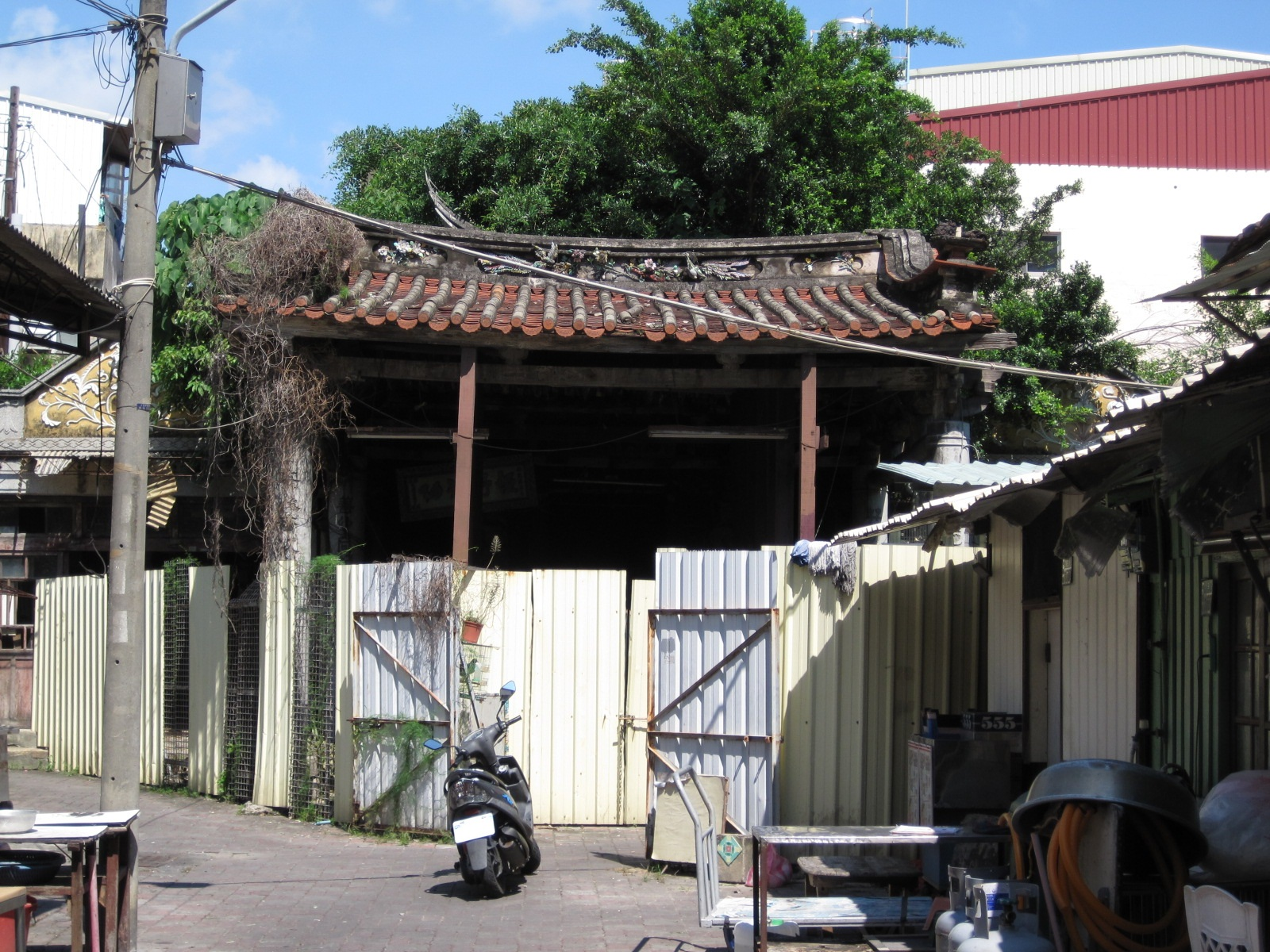
米街廣安宮
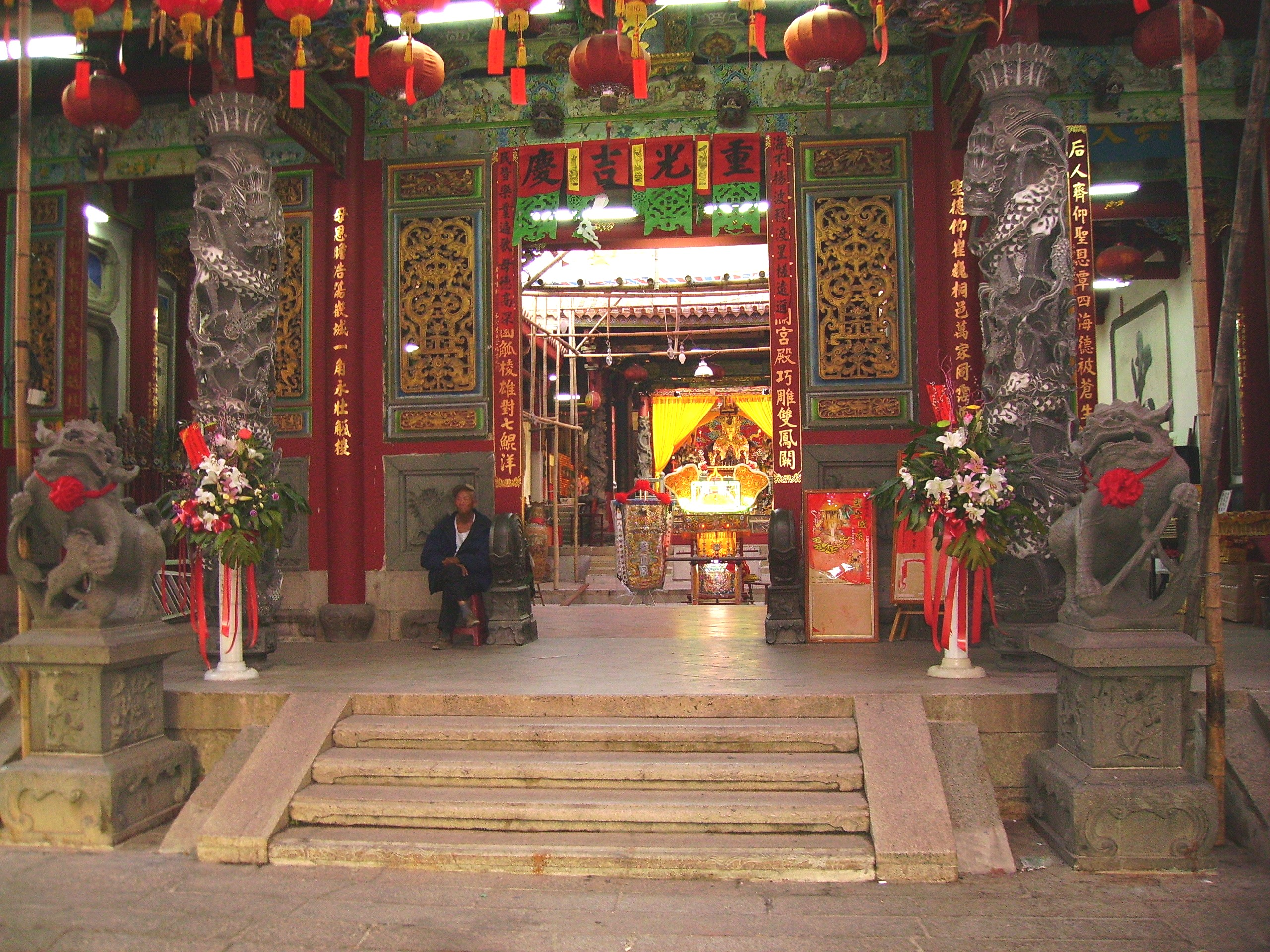
祀典大天后宮
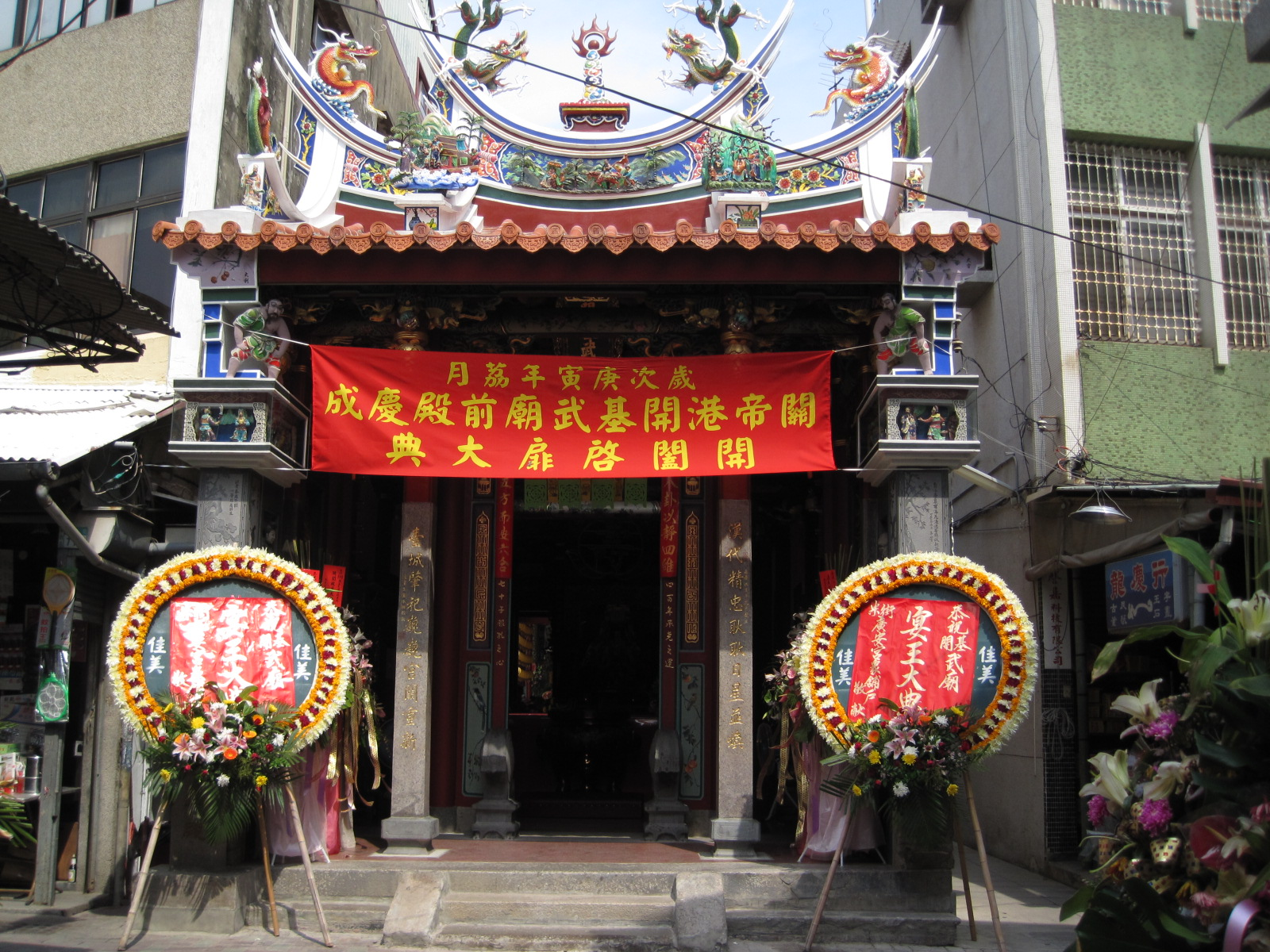
關帝港開基武廟

此處為分別來自泉州晉江安海前埔和泉州晉江石獅大崙的蔡姓的勢力範圍，同樣奉祀玄天上帝，但分別以聚福宮和崇福宮為信仰中心:129。雙方過去為爭奪地盤，時有衝突拼鬥發生，而留下了俗諺「蔡拼蔡，神主牌摃摃破」:133，並有文物「嚴禁佛頭港貨物分界獨挑碑記」記載這段歷史（石碑現存於南門公園碑林）:112。而在佛頭港上游的王宮港一帶，則有奉祀蕭府大帝、以慈聖殿為信仰中心的施姓宗族。:129、130

### 南勢港
南勢港從今協進國小西南往東北回溯至北勢街（今神農街）南邊後，平行神農街延伸至今三郊水仙宮前，其中有一分岔通向鎮港海安宮。

接官亭石坊

來自泉州晉江的許姓碼頭工為此一帶的重要勢力，除碼頭工人外，還具有船隊，並建立主祀文衡聖帝和「李馬黃三千歲」的北勢街金華府。

### 南河港
南河港的港道從今天民生路二段與金華路四段的交會處沿和平街一直東行至大井頭附近，昔日來臺的官員皆從南河港上的接官亭進入府城，也從這裡離臺。另外臺南做十六歲的風俗據說也是從此港的郭姓工人開始的。而由泉州晉江沙美的盧姓族人所建立、位於南河港港邊的下南河南沙宮因當時常有船隻在廟前停靠，故又有「港頭廟」之稱，而該廟之開基黃府二千歲亦稱為「港主」、「南河港主」。 
於康熙年間於泉州晉江石獅前坑移居的郭姓族人，在此以苦力為基底，逐漸發展出郊商組織，成為該處一帶重要勢力，更建立主祀廣澤尊王的南勢街西羅殿。
2017年11月7日，西羅殿進行南側增建工程時，意外挖出了疑似南河港港道的遺跡。臺南文史界有意見認為可以用明溝展示的方式來保存遺構，但臺南市文資處長林喬彬表示由於遺構內水質不佳，現階段不宜明溝露天保存，等待將來進行完整規畫後再議。此外西羅殿廟方表示在工程進行期間會保護好此遺構，亦將考慮在新建廂房中以意象標示的方式來展示此遺構意象標示。該年11月17日臺南市政府文化局、工務局會勘後要求廟方停工，將再進行會勘，而同樣外露出來的枋溪也在會勘行程中。

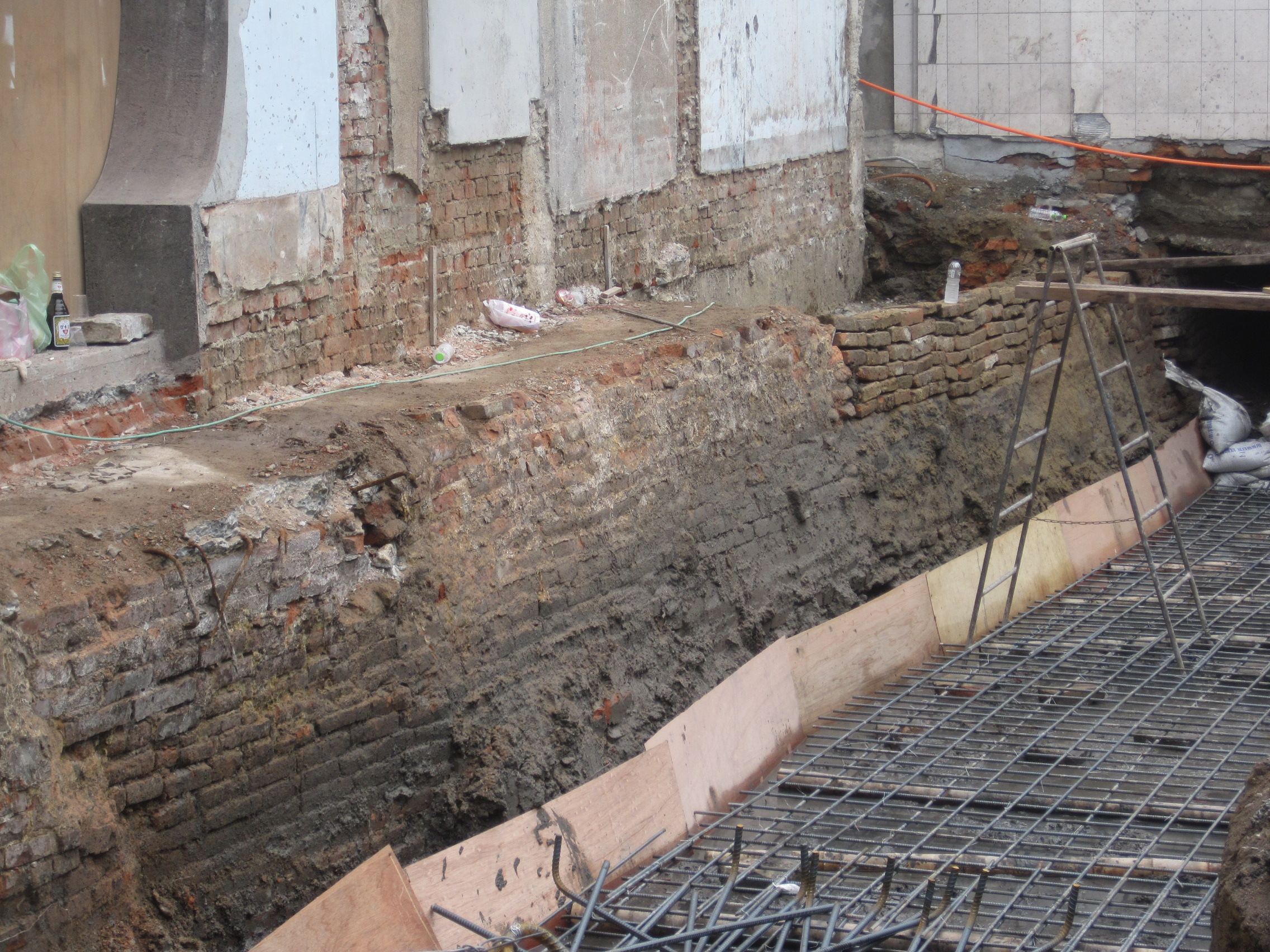
南河港遺跡。現在上方已建有西羅殿建物，無法觀看。

### 安海港
安海港的西側端點與南河港西側端點在差不多的位置上，約沿著今天民生路二段南側東行，在過了康樂街之後，於南沙崗六姓府、安海港聚宋宮附近分成三條港道，分別是北邊的松仔腳港、居中的外新港與南邊的蕃薯港。松仔腳港通向港南保興宮；外新港通向開基開山宮，主要運輸蔗糖；蕃薯港則通向沙淘宮。
此處最早有來自泉州晉江衙口之施姓族人於蕃薯港建立南沙崗六姓府，奉祀六姓府王爺公，該廟至今仍為施姓家族奉祀之私人廟。後有陳姓先民迎請內地商船上奉祀之紀府千歲留駐本地，建立福心堂奉祀，即今之安海港聚宋宮。

## 行政區名
- 2015年臺南市地籍圖重測後，廢止日治時期1919年4月1日實施的西門段、港段、永樂段、本段、錦段等段名，以新設的五條港段取而代之，屬臺南地政事務所管轄[19]。
- 2018年4月30日，臺南市政府大規模調整里鄰，將原水仙里、普濟里整編成為五條港里，共15鄰。

## 外部連結
- 五條港文化園區｜臺南旅遊網 （页面存档备份，存于）